# Marcello Quintanilha
Marcello Eduardo Mouco Quintanilha (Niterói, estat de Rio de Janeiro; 10 de novembre de 1971), conegut també pel pseudònim Marcello Gaú, és un dibuixant de còmics i escriptor brasiler.

## Biografia
Completament autodidacta, el primer treball de Quintanilha en el món dels còmics va ser publicat el 1988, encara sent adolescent. Va dibuixar històries d'arts marcials per a la revista Mestre Kim, de l'editorial Bloch. En aquella època, signava com Marcello Gaú i no amb el seu nom real, ja que creia que no es podria guanyar la vida com a dibuixant de còmics.
Als 18 anys, un cop va haver terminat l'educació secundària, va començar a treballar com animador en una escola d'anglès. Va passar set anys en aquesta feina, fent servir el temps lliure per a desenvolupar els seus projectes personals. Per invitació de Rogério de Campos, director de l'editora Conrad, va passar a col·laborar amb les revistes General i General Visão, en les quals va publicar històries com Granadilha i Dorso. En el mateix període, també va crear treballs per a les revistes Nervos de Aço, Metal Pesado, Zé Pereira i Heavy Metal.
La seva primera novel·la gràfica va ser publicada l'any 1999. Fealdade de Fabiano Gorila era una història basada en la vida del seu pare, que va ser jugador de futbol de l'humil Canto do Rio en la dècada de 1950.

Aquell mateix any, durant la primera edició del Festival Internacional de Còmics de Belo Horizonte, va conèixer el francès François Boucq, qui es va interessar pel seu treball i el va convèncer d'enviar els seus dibuixos a editores europees. El 2003, va publicar La promesse (La promesa), primer volum de la sèrie Sept balles pour Oxford ("Set bales per l'Oxford"), per l'editora belga Le Lombard, amb guió de l'argentí Jorge Zentner i del català Montecarlo. Com tots dos residien a Barcelona, Quintanilha va prendre la decisió de mudar-s'hi també per estar més a prop d'ells, de cara al treball en els següents llibres de la saga.

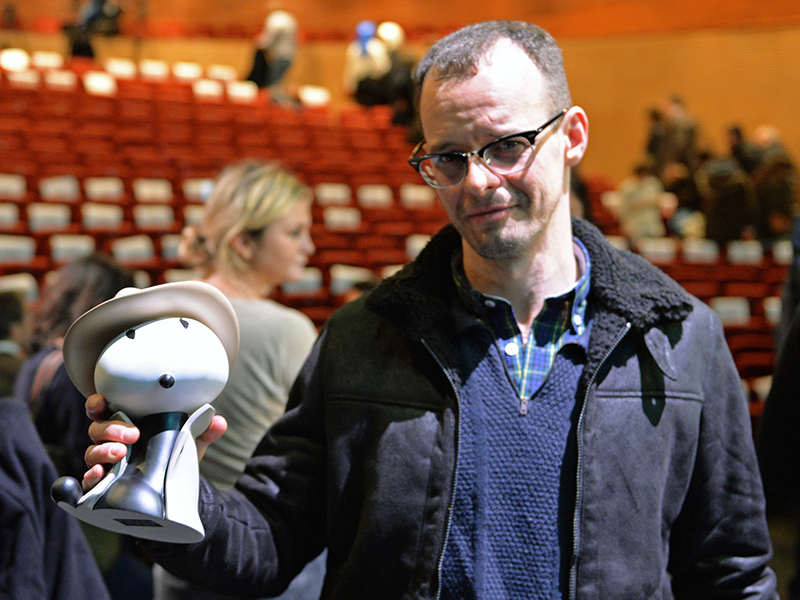
Quintanilha amb el trofeu guanyat amb Tungstênio al Festival del Còmic d'Angulema.

Va començar a publicar també il·lustracions en els diaris El País i La Vanguardia. Alhora, va continuar produint àlbums per al públic brasiler. El 2005 va publicar Salvador, dins de la col·lecció Ciutats Il·lustrades de l'editora Casa 21. Va continuar amb Sábado dos meus amores (2009, premi HQ Mix al millor dibuixant nacional) i Almas públicas (2011). El 2016, va rebre el premi Fauve Polar SCNF del Festival d'Angulema, principal premi francés de còmics, per la novel·la gràfica Tungstênio. Aquesta obra ha sigut adaptada al cinema, en una pel·lícula del director Heitor Dhalia i estrenada el 2018.
Amb Talco de Vidro va referendar la seva trajectòria a la península, enduent-se el premi a la millor obra internacional en la convenció Splash Sagunt. El següent llançament, Hinário Nacional, va obtenir al Brasil la segona posició en els prestigiosos premis literaris Jabuti. En novembre de 2018, Quintanilha i l'Editora Veneta llancen una campanya de finançament col·lectiu per poder publicar la novel·la gràfica Luzes de Niterói. El 2020, va llançar, també amb Veneta, la seva primera novel·la, Deserama.
El seu còmic Escuta, formosa Márcia, publicat el 2021, li va donar un gran prestigi internacional, enduent-se premis com el Jabuti al millor còmic brasiler, l'HQ Mix al millor guionista, el Premi Fauve d'Or al Millor àlbum del Festival del Còmic d'Angulema, i el premi a la Millor obra estrangera a la 41a edició del Comic Barcelona.

## Influències
Marcello reconeix en entrevistes no tenir cap mena de formació en dibuix, el seu aprenentatge va ser de manera autodidacta, a base de llegir molts llibres. Entre els autors que l'han influit, es troben Joe Kubert, José Luis García López, Neal Adams, John Buscema, Gil Kane, Jack Kirby, Paul Gulacy, Hugo Pratt o Jean Giraud.

## Principals obres
| Al Brasil - 1999 - Fealdade de Fabiano Gorila (Conrad) - 2005 - Salvador (Casa 21) - 2009 - Sábado dos meus amores (Conrad) - 2011 - Almas públicas (Conrad) - 2014 - Tungstênio (Veneta) - 2015 - Talco de vidro (Veneta) - 2016 - Hinário Nacional (Veneta) - 2018 - Luzes de Niterói (Veneta) - 2020 - Deserama (Veneta) - 2021 - Escuta, formosa Márcia (Veneta) | A l'exterior - Sèrie Sept balles pour Oxford - 2003 - 1 - La Promesse - 2004 - 2 - La Perle - 2005 - 3 - La Fuite - 2006 - 4 - L'Héritière - 2007 - 5 - Le Grillon - 2009 - 6 - Le Fantôme - 2012 - 7 - La Vulnérabilité |